# شناگرها
شناگرها (نام علمی: Phalaropus) نام یک سرده از تیره آبچلیکان است.
دو گونه از شناگرها در ایران ثبت شده‌اند:
شناگر گردن سرخ Phalaropus lobatus
و شناگر بلوطی Phalaropus fulicarius